# Mucsfa
Mucsfa (németül: Mutschwa) község Tolna vármegyében, a Bonyhádi járásban.

## Fekvése
Mucsfa a Tolnai-dombság közepén, Bonyhádtól körülbelül 13 kilométerre, Aparhant és Kisvejke között egy festői völgyben terül el. Központján a Bonyhád-Majos és Kurd között húzódó, a 6529-es és 6532-es utakat összekötő 6538-as út halad át, de a közigazgatási területének keleti szélét érinti az Aparhant-Nagyvejke közti 65 164-es út is. A falut befogadó völgyben csörgedezik az Apari-patak. A terület talaja jellemzően löszös, barna erdőtalaj.

## Története
Mucsfa története visszanyúlik a római időkig. Régészeti kutatások igazolták, hogy a rómaiaknak is volt itt telepük, a régészek egy gyermeksírban játékokra leltek.
A 13–14. századi történeti feljegyzések Mucsfafalvaként említik. A középkorban a Szák nemzetség birtokában volt. A török hódoltság után lakatlanná vált.
1722–1724 között Odenwald vidékéről német evangélikusok kerültek a faluba. 100 család kellett a falu kialakításához. Mivel valójában kevesebb család érkezett Mucsfára, ezért a leendő mucsfaiak „kölcsönkértek” Izményből néhány családot.
Nevezetessége az 1786-ban épült klasszicizáló késő barokk stílusú evangélikus temploma. Az építés előtt imaház állt a gyülekezet rendelkezésére, amit ismeretlen év februárjának 8. napján bezártak, majd ugyanabban a hónapban és napon megnyitottak. A templom szószékoltárának szépségére csak az utóbbi években hívták fel a figyelmet.
Evangélikus vallású, német ajkú volt a falu lakossága. Ők voltak egyben az első evangélikus egyházközség tagjai is. 1742-től maradtak fenn az anyakönyvek. Eleinte Kismányok fíliája volt. 1784-től önálló lelkészt kap Stromszky György személyében, aki 1798-ig, haláláig szolgált itt.
Stromszkyt követően a gyülekezet lelkészei: Bertel András (1798–1845), Kirchner János (1846–1879), Kirchner Elek (1879–1888), Szerényi Sándor (1889–1895), Kurz Sámuel (1896–1902), Czipott Áron (1903–1910), Péter Lajos (1911–1913), Weigel Ádám (1915–1953), Bár 1953-ban nyugdíjba megy, 1963-ig tovább szolgál a gyülekezetben. Ekkor kerül ide Szentgyörgyi Ferenc (1963–1979), aki ekkortól Izményt is gondozza. Ő volt az utolsó helyben lakó lelkész. Az utolsó évtizedben a mekényesi gyülekezeti szolgálatot is ellátta. 1980-tól Krähling Dániel bonyhádi lelkész gondozta a gyülekezetet 1986-ig. 1986-tól a Brebovszky házaspár szolgálati helye volt Mucsfa is. 1989 óta a Majoson lakó lelkész gondozza Mucsfát és Kismányokot is. Mivel hosszú ideje nincs helyben lakó lelkész, időközben a lelkészlakást is eladták.
Mucsfát 1920-ban nagyközséggé nyilvánították. Első jegyzője Pádányi Henrik volt. A nagyközségi címet néhány év után visszavonták, mivel a lakosság lélekszáma 1000 fő alá csökkent.
A 20. század nagy viharai Mucsfát sem hagyták érintetlenül. Az első világháborúban a falu XX lakost veszített. A második világháborúban XX mucsfai esett el. A két világháború hőseinek és áldozatainak emlékműve a falu központi helyén áll.
1946 és 1948 között a világháború következményeként a mucsfai németek életét is megkeserítette a kitelepítés. A második világháború után kitelepített németség helyére 78 andrásfalvi, bukovinai székely család telepedett le. Később a csehszlovák–magyar lakosságcsere keretében a Felvidékről érkező családok is otthonra leltek Mucsfán.
Ekkor alakult meg a mucsfai római katolikus egyházközösség is.
Plébániavezetők: Nyulász György 1980–1984, (1984-től a lengyeli plébános látja el a mucsfai lelkipásztori teendőket) Lenner Jenő 1985–2003, Horváth Sándor 2004-.
1998-ban örülhetett az evangélikus gyülekezet a templomtorony felújításának. Három fontos, Mucsfához kötődő ünnepről tudnak az ottani evangélikusok: február 8: az imaház bezárásnak és megnyitásának alkalma; június 8: egy, a mucsfaiakat elkerülő, de a környéket egészen elpusztító pestisjárvány emléknapja; illetve augusztus 8, egy mindent elpusztító jégeső emléknapja.
1990-től önálló önkormányzatként működik. Akkori polgármestere Tillmann János Bonyhád várossal körjegyzőséget hozott létre 1998-ban. A község jegyzője Kovács Péter volt.

### A mai mindennapok
A község lakossága jórészt mezőgazdasággal foglalkozik. A helyi TSZ felbomlása után aki tehette kisebb-nagyobb földterületet vásárolt magának és ezen próbálta meg a megélhetéshez szükséges jövedelmet megtermelni. Az utóbbi idők gazdasági problémái a falu felett sem vonultak el következmények nélkül. A környékbeli munkahelyek megszűnésével a község lakóinak jelentős része munkanélkülivé vált. A mezőgazdasági ágazatok közül az állattenyésztés szinte teljesen megszűnt a faluban.
Jelenleg a takarmánynövények (elsősorban búza, kukorica), valamint a gyümölcsök (szőlő, alma, barack) termesztése jellemzi leginkább a falu gazdasági életét.
A helyben termelt szőlőfajták, borok: chardonnay, olaszrizling, zöld veltelini, rizlingszilváni, rajnai rizling, kadarka, kékfrankos, zweigelt, cabernet sauvignon.

## Közélete

### Polgármesterei
- 1990–1994: Tillmann János (független)[4]
- 1994–1998: Tillmann János (független)[5]
- 1998–2000: Tillmann János (független)[6]
- 2000–2002: Sinn János (független)[7][8]
- 2002–2006: Sinn János (független)[9]
- 2006–2010: Müller János (független)[10]
- 2010–2014: Müller János (független)[11]
- 2014–2019: Antal József (független)[12]
- 2019–2024: Katona Csaba (független)[13]
- 2024– : Szijártó Kornélia (független)[1]

A településen 2000. május 7-én időközi polgármester-választást tartottak, az előző polgármester néhány hónappal ezelőtt bekövetkezett halála miatt.

## Népesség
A település népességének változása:
| Lakosok száma | 374  | 366  | 363  | 285  | 288  | 290  | 289  |
|               | 2013 | 2014 | 2015 | 2021 | 2022 | 2023 | 2024 |

A 2011-es népszámlálás során a lakosok 98,4%-a magyarnak, 1,1% cigánynak, 2,7% németnek, 0,8% románnak mondta magát (1,6% nem nyilatkozott; a kettős identitások miatt a végösszeg nagyobb lehet 100%-nál). A vallási megoszlás a következő volt: római katolikus 66,8%, református 14,7%, evangélikus 1,1%, felekezeten kívüli 3% (13,6% nem nyilatkozott).
2022-ben a lakosság 91,3%-a vallotta magát magyarnak, 3,5% németnek, 2,1% románnak, 1,7% cigánynak, 0,3% egyéb, nem hazai nemzetiségűnek (8,7% nem nyilatkozott; a kettős identitások miatt a végösszeg nagyobb lehet 100%-nál). Vallásuk szerint 43,1% volt római katolikus, 12,8% evangélikus, 1% református, 0,7% ortodox, 1% egyéb keresztény, 2,4% egyéb katolikus, 6,6% felekezeten kívüli (32,3% nem válaszolt).

## Nevezetességei
- 1786-ban épült klasszicizáló késő barokk stílusú evangélikus templom szószékoltára és orgonája.
- Világháborús emlékmű (I-II. világháború)